# Gaël Touya
Gaël Roger Touya, född den 23 oktober 1973 i Longeville-lès-Metz, Frankrike, är en fransk fäktare som tog OS-guld i herrarnas lagtävling i sabel i samband med de olympiska fäktningstävlingarna 2004 i Aten.